# Telenzepina
La telenzepina è una tienobenzodiazepina che agisce come antimuscarinico M1 selettivo. È usato nel trattamento delle ulcere peptiche. La telenzepina è atropisomerica, in altre parole la molecola ha un asse C–N stereogenico. In soluzione acquosa neutra mostra un'emivita per racemizzazione dell'ordine di 1000 anni. Gli enantiomeri sono stati risolti. L'attività è correlata all'isomero (+) che è circa 500 volte più attivo dell'isomero (–) sui recettori muscarinici nella corteccia cerebrale del ratto